# Из-за тебя (песня)
«Из-за тебя» — песня российских исполнителей Ramil’ и Елены Темниковой, выпущенная 12 февраля 2021 года в качестве сингла на лейбле Sony Music Entertainment.

## Предыстория
По данным, предоставленным лейблом Sony Music Entertainment, первой песней, которая должна была стать совместной композицией с Еленой Темниковой, был сингл «Вальс», а второй ― «Сияй». Запись совместной песни откладывалась по нескольким причинам: из-за нехватки времени у певицы и из-за её болезни.
10 февраля 2021 года, за 2 дня до официального релиза «Из-за тебя», Елена Темникова опубликовала в своём Instagram-аккаунте видео, где она изображена едущей в машине и подпевающей песне. В этот же день Ramil’ опубликовал в той же социальной сети пост, под которым находилась подпись: «В ожидание песенки. Осталось всего 2 дня».

## Отзывы
Владислав Шеин, журналист издания ТНТ Music, назвал «Из-за тебя» «динамичной балладой» с текстом о «муках любви и гибнущих отношениях» и заметил, что в ней Ramil’ и Елена Темникова «перевоплотились в эмоциональную пару», находящуюся «на грани разрыва». Также Владислав обратил внимание на наличие «контраста» в композиции, возникающий из-за сильного отличия вокальной подачи музыкантов и прибавляющий этим «двойного интереса».

## Чарты
| Чарт (2021)                | Высшая позиция |
| -------------------------- | -------------- |
| Россия Мир (ВКонтакте)     | 2              |
| Россия Мир (Яндекс.Музыка) | 3              |
| Россия (Apple Music)       | 1              |
| Россия (YouTube Music)     | 12             |